# Самодеятельное искусство (журнал)
«Самодеятельное искусство» — советский театральный журнал, издававшийся в Москве в 1932—1933 годах. Орган Сектора искусств Наркомпроса РСФСР, Центрального дома самодеятельного искусства им. Н. К. Крупской и культпропа ЦК ВЛКСМ.
Выходил ежемесячно в издательстве ЦК ВКП(б) «Крестьянская газета». Выходило приложение к журналу — сборник малых форм в помощь затейнику «Красная рубаха», который имел серии: «Театральный репертуар», «Репертуар чтеца», «Театральная учёба», «Музыкальный репертуар», «Музыкальная учёба», «Досуг и развлечение».
Продолжение журналов Деревенский театр (1925—1931) и «Искусство массам» (для деревни) (1931). После закрытия издание продолжил в 1934 г. журнал «Колхозный театр» (1934—1936).

## Редколлегия
Театральные деятели Марк Израилевич Имас (1894—1967, редактор) и Николай Алексеевич Болберг.

## Библиографическое описание
Самодеятельное искусство : ежемесячный журнал : орган Сектора искусств Наркомпроса РСФСР, Центрального дома самодеятельного искусства им. Н. К. Крупской и культпропа ЦК ВЛКСМ. — Москва: Из-во ЦК ВКП(б) «Крестьянская газета», 1932—1933.